# Eletu Kekere
Eletu Kekere règne brièvement entre 1775 et 1780 en tant qu'Oba de Lagos après la mort d'Akinsemoyin en 1775. Il est le fils de Gabaro et porte le titre d'Eletu Omo (prince héritier) durant le règne de celui-ci. On sait peu de choses du règne d'Eletu Kekere au point qu'il soit fréquemment omis dans les premières recherches historiques. On sait que son règne est très court et qu'il n'a pas d'enfant pour lui succéder. 

## Dynastie
Eletu Kekere est le seul fils de Gabaro et dernier représentant de sa maison dynastique. À sa mort lui succède Ologun Kutere, petit fils d'Ado qui devient, par l'intermédiaire de sa mère Erelu Kuti, héritier du trône d'Oba de Lagos. À partir de sa succession, la maison Ologun Kutere reste sur le trône. Cela n'évoluera qu'au XXIe siècle, à la suite d'un procès dynastique qui permet à la maison Akinsemoyin de revenir sur le trône avec leur descendant Rilwan Akiolu et actuel Oba de Lagos.

## Datation problématique
La datation du règne d'Eletu Kekere reste sujet à controverse comme il en est pour les premiers Oba de la dynastie de Lagos. Le début de son règne possède plusieurs estimations : de 1730 à 1734, de 1749 à 1750 et plus communément admis désormais de 1775 à 1780,. Les conclusions se basent sur les recherches concernant le règne d'Akinsemoyin et sa concordance aux événements qui en découlent, comme l'introduction du commerce des esclaves à Lagos après 1760.
À ceci s'ajoute le fait qu'Ologun Kutere, le successeur d'Akinsemoyin, participe à une attaque contre le Royaume du Dahomey vers 1790.